# Bahamas Securities Exchange
Die Bahamas International Securities Exchange (BISX) ist eine Wertpapierbörse auf den Bahamas. Sie wurde 1999 gegründet und hat ihren Sitz in Nassau. Der einzigartige vierstellige alphanumerische Market Identifier Code (MIC) zur Identifizierung der BISX gemäß ISO 10383 der ISO lautet: XBAA.

## Geschichte
Die Bahamas International Securities Exchange Limited (BISX) wurde im September 1999 gegründet. Im Mai 2000 startete BISX erfolgreich seinen Inlandsmarkt für die Notierung und den Handel lokaler Aktiengesellschaften.
Derzeit sind zwanzig inländische Aktiengesellschaften an der BISX notiert. Darüber hinaus werden an der BISX Vorzugsaktien, Unternehmensanleihen und Anleihen des Commonwealth der Bahamas gehandelt. Die BISX bietet zudem ein wachsendes Angebot für die Notierung von Investmentfonds, das sowohl inländische als auch internationale Investmentfonds umfasst. Dieses Angebot ist auf die Bedürfnisse von Anlegern zugeschnitten, die die zusätzliche Transparenz einer Notierung an einer etablierten regulierten Wertpapierbörse als Grundlage für die Wahl ihres Anlageinstruments benötigen. Die BISX ist gemäß dem Securities Industry Act 2011 bei der Securities Commission of The Bahamas als „Marktplatz“ registriert. Als Wertpapierbörse ist die BISX befugt und verantwortlich, ihre Mitglieder und börsennotierten Unternehmen gemäß den BISX-Regeln zu regulieren. Die BISX-Regeln dienen der Gewährleistung von Fairness und Transparenz für alle Marktteilnehmer. Die Organisationsstruktur der BISX ist so konzipiert, dass sie sowohl einen kommerziellen als auch einen regulatorischen Fokus hat. BISX wurde als privates Unternehmen gegründet und ist im Besitz von 45 engagierten Aktionären, darunter Börsenmakler, Banken, Investmentgesellschaften, Pensionsfonds, Investmentfondsverwalter, Unternehmen und Einzelpersonen.

## Indizes
Der Index der börse ist der BISX ALL SHARE INDEX.